# Bradavičasti kaktus
Bradavičasti kaktus, (bradavičasta mamilarija, lat. Mammillaria) je jedan od najvećih rodova među kaktusima, do danas je poznata 154 vrst iz ovog roda. Prvi puta ga je opisao Carl Linné godine 1753. Glavno obilježje ovog roda je aureola koja je podjeljena u dva jasno odvojena djela.
Kaktusi iz ove porodice su obično mali: široki su od 1 do 20 cm, visoki su od 1 do 40 cm. Cvjetovi su veličine od 7 mm do 40 mm. Boja cvjetova je od bijele, zelene, žute do ružičaste i crvene. Plodovi su crvene boje no ponekad i žute, bijele ili zelene. Neki kaktusi imaju plodove uraštene u tijelo. Sjeme im je crne ili smeđe boje, od 1 do 3 mm veličine.
Mammillarie imaju ekstremne varijacije od vrste do vrste, i jako atraktivne cvjetove, što ih čini jako zanimljivima uzgajivačima kaktusa. Kaktuse Mammillarie je vrlo lako uzgajati, i s obzirom na druge vrste su jako izdržljivi. Većina Mammillaria potječe iz Meksika, ali neke dolaze i iz Jugozapada SAD-a, Kariba, Kolumbije, Venezuele i Gvatemale.

## Uzgoj
To su veoma poznate patuljaste biljke, soliterne ili u nakupinama, lijepih bodljika i cvjetova koji se pojavljuju svake godine. Veliki broj ovih vrsta traži normalne uvjete, ali postoje iznimke, kao što su Mammillaria bombycina, Mammillaria martinezii, Mammillaria microcarpa, Mammillaria schiedeana, Mammillaria solisii i Mammillaria tolimensis koje zahtijevaju manje zalijevanje. Za ove kaktuse u vlažnijim područjima dodaje se mješavina zemlje s 25% zrnatog pijeska.

## Vrste
1. Mammillaria albicans (Britton & Rose) A.Berger
2. Mammillaria albicoma Boed.
3. Mammillaria albiflora (Werderm.) Backeb.
4. Mammillaria albilanata Backeb.
5. Mammillaria anniana Glass & R.A.Foster
6. Mammillaria armillata K.Brandegee
7. Mammillaria aureilanata Backeb.
8. Mammillaria backebergiana Franc.G.Buchenau
9. Mammillaria baumii Boed.
10. Mammillaria beneckei C.Ehrenb.
11. Mammillaria bertholdii Linzen
12. Mammillaria blossfeldiana Boed.
13. Mammillaria bocasana Poselg.
14. Mammillaria bocensis R.T.Craig
15. Mammillaria boelderliana Wohlschl.
16. Mammillaria bombycina Quehl
17. Mammillaria boolii G.E.Linds.
18. Mammillaria brandegeei (J.M.Coult.) Engelm. ex K.Brandegee
19. Mammillaria candida Scheidw.
20. Mammillaria carmenae Castañeda
21. Mammillaria carnea Zucc. ex Pfeiff.
22. Mammillaria carretii Rebut ex K.Schum.
23. Mammillaria cerralboa (Britton & Rose) Orcutt
24. Mammillaria coahuilensis (Boed.) Moran
25. Mammillaria columbiana Salm-Dyck
26. Mammillaria compressa DC.
27. Mammillaria crinita DC.
28. Mammillaria crucigera Mart.
29. Mammillaria decipiens Scheidw.
30. Mammillaria deherdtiana Farwig
31. Mammillaria densispina (J.M.Coult.) Orcutt
32. Mammillaria discolor Haw.
33. Mammillaria dixanthocentron Backeb. ex Mottram
34. Mammillaria duoformis R.T.Craig & E.Y.Dawson
35. Mammillaria duwei Rogoz. & P.J.Braun
36. Mammillaria ekmanii Werderm.
37. Mammillaria elongata DC.
38. Mammillaria eriacantha Link & Otto ex Pfeiff.
39. Mammillaria erythrosperma Boed.
40. Mammillaria estebanensis G.E.Linds.
41. Mammillaria evermanniana (Britton & Rose) Orcutt
42. Mammillaria fittkaui Glass & R.A.Foster
43. Mammillaria flavicentra Backeb. ex Mottram
44. Mammillaria formosa Galeotti ex Scheidw.
45. Mammillaria × gajii Chvastek & Halda
46. Mammillaria gasseriana Boed.
47. Mammillaria geminispina Haw.
48. Mammillaria gigantea Hildm. ex K.Schum.
49. Mammillaria glassii R.A.Foster
50. Mammillaria glochidiata Mart.
51. Mammillaria grusonii Runge
52. Mammillaria guelzowiana Werderm.
53. Mammillaria guerreronis (Bravo) Boed.
54. Mammillaria haageana Pfeiff.
55. Mammillaria hahniana Werderm.
56. Mammillaria hernandezii Glass & R.A.Foster
57. Mammillaria herrerae Werderm.
58. Mammillaria heyderi Muehlenpf.
59. Mammillaria huitzilopochtli Linzen, Rogoz. & Frank Wolf
60. Mammillaria humboldtii Ehrenb.
61. Mammillaria hutchisoniana (H.E.Gates) Boed.
62. Mammillaria insularis H.E.Gates
63. Mammillaria johnstonii (Britton & Rose) Orcutt
64. Mammillaria karwinskiana Mart.
65. Mammillaria klissingiana Boed.
66. Mammillaria knippeliana Quehl
67. Mammillaria kraehenbuehlii (Krainz) Krainz
68. Mammillaria lasiacantha Engelm.
69. Mammillaria laui D.R.Hunt
70. Mammillaria lenta K.Brandegee
71. Mammillaria linaresensis R.Wolf & F.Wolf
72. Mammillaria longiflora (Britton & Rose) A.Berger
73. Mammillaria longimamma DC.
74. Mammillaria luethyi G.S.Hinton
75. Mammillaria magnifica Franc.G.Buchenau
76. Mammillaria magnimamma Haw.
77. Mammillaria mainiae K.Brandegee
78. Mammillaria mammillaris (L.) H.Karst.
79. Mammillaria marksiana Krainz
80. Mammillaria mathildae Kraehenb. & Krainz
81. Mammillaria matudae Bravo
82. Mammillaria mazatlanensis K.Schum. ex Gürke
83. Mammillaria meiacantha Engelm.
84. Mammillaria melaleuca Karw. ex Salm-Dyck
85. Mammillaria melanocentra Poselg.
86. Mammillaria mercadensis Patoni
87. Mammillaria meyranii Bravo
88. Mammillaria microhelia Werderm.
89. Mammillaria moelleriana Boed.
90. Mammillaria muehlenpfordtii C.F.Först.
91. Mammillaria multidigitata Radley ex G.E.Linds.
92. Mammillaria multihamata Boed.
93. Mammillaria mystax Mart.
94. Mammillaria nana Backeb.
95. Mammillaria napina J.A.Purpus
96. Mammillaria neopalmeri R.T.Craig
97. Mammillaria nivosa Link ex Pfeiff.
98. Mammillaria nunezii (Britton & Rose) Orcutt
99. Mammillaria orcuttii Boed.
100. Mammillaria oteroi Glass & R.A.Foster
101. Mammillaria painteri Rose
102. Mammillaria parkinsonii Ehrenb.
103. Mammillaria pectinifera F.A.C.Weber
104. Mammillaria peninsularis (Britton & Rose) Orcutt
105. Mammillaria pennispinosa Krainz
106. Mammillaria perbella Hildm. ex K.Schum.
107. Mammillaria perezdelarosae Bravo & Scheinvar
108. Mammillaria petrophila K.Brandegee
109. Mammillaria petterssonii Hildm.
110. Mammillaria picta Meinsh.
111. Mammillaria pilispina J.A.Purpus
112. Mammillaria plumosa F.A.C.Weber
113. Mammillaria polyedra Mart.
114. Mammillaria polythele Mart.
115. Mammillaria pottsii Scheer ex Salm-Dyck
116. Mammillaria pringlei (J.M.Coult.) K.Brandegee
117. Mammillaria prolifera (Mill.) Haw.
118. Mammillaria rekoi (Britton & Rose) Vaupel
119. Mammillaria rhodantha Link & Otto
120. Mammillaria roseoalba Boed.
121. Mammillaria sanchez-mejoradae Rodr.González
122. Mammillaria sartorii J.A.Purpus
123. Mammillaria scheinvariana R.Ortega V. & Glass
124. Mammillaria schiedeana C.Ehrenb.
125. Mammillaria schumannii Hildm.
126. Mammillaria schwarzii Shurly
127. Mammillaria scrippsiana (Britton & Rose) Orcutt
128. Mammillaria sempervivi DC.
129. Mammillaria senilis Lodd. ex Salm-Dyck
130. Mammillaria sinistrohamata Boed.
131. Mammillaria solisioides Backeb.
132. Mammillaria sonorensis R.T.Craig
133. Mammillaria sphacelata Mart.
134. Mammillaria sphaerica A.Dietr.
135. Mammillaria spinosissima Lem.
136. Mammillaria standleyi (Britton & Rose) Orcutt
137. Mammillaria supertexta Mart. ex Pfeiff.
138. Mammillaria surculosa Boed.
139. Mammillaria tayloriorum Glass & R.A.Foster
140. Mammillaria tepexicensis J.Meyrán
141. Mammillaria tetrancistra Engelm.
142. Mammillaria thornberi Orcutt
143. Mammillaria tonalensis D.R.Hunt
144. Mammillaria uncinata Zucc. ex Pfeiff.
145. Mammillaria varieaculeata Franc.G.Buchenau
146. Mammillaria vetula Mart.
147. Mammillaria voburnensis Scheer
148. Mammillaria wagneriana Boed.
149. Mammillaria weingartiana Boed.
150. Mammillaria wiesingeri Boed.
151. Mammillaria winterae Boed.
152. Mammillaria xaltianguensis Sánchez-Mej.
153. Mammillaria zeilmanniana Boed.
154. Mammillaria zephyranthoides Scheidw.
155. Mammillaria zublerae Repp.

- Mammillaria tetrancistra
- Mammillaria carnea
- Mammillaria solisioides
- Mammillaria spinosissima
- Mammillaria longimamma
- Mammillaria duwei
- Mammillaria spinosissima cv.un pico
- Mammillaria bombycina
- Mammillaria painteri
- Mammillaria magnimamma toluca
- Mammillaria elongata
- Mammillaria spinosissima cv. un pico - crestata
- Mammillaria microhelia
- Mammillaria vetula ssp. gracilis cv. Arizona Snowcap
- Mammillaria plumosa
- Mammillaria vetula sub. gracils
- Mammillaria camptotricha var. crispata
- Mammillaria perbella
- Mammillaria perezdelarosae
- Mammillaria pectinifera
- Mammillaria huitzilopochtu L066
- Mammillaria herreae v. albiflora
- Mammillaria carmenae
- Mammillaria zeilmanniana